# Christopher Sharp
Christopher Sharp ist ein ugandischer Filmregisseur und Filmproduzent.

## Karriere
Sharp wurde in Uganda geboren und wuchs dort auf. Später arbeitete er in London als Filmeditor, wo er unter anderem Paul Carlin und Produzent John Battsek kennenlernte. Im Jahr 2017 begegnete er der Aktivistin Barbie Kyagulanyi und dem Musiker Bobi Wine, über die er zusammen mit Regisseur Moses Bwayo einen Dokumentarfilm dreht. Das Resultat ist Bobi Wine: The People’s President, der 2023 bei den Internationalen Filmfestspielen von Venedig Premiere feierte. Für den Film wurde Sharp vielfach nominiert, unter anderem für den Oscar in der Kategorie Bester Dokumentarfilm. Sharp sagte in einem Interview, dass ihn die beiden Protagonisten des Films tief berührt hätten. Außerdem hofft er, dass der Film ein Zeichen für einen positiven Wandel in Uganda sein kann.

## Auszeichnungen (Auswahl)
- 2023: British-Independent-Film-Award-Nominierung in der Kategorie Bestes Regiedebüt für Bobi Wine: The People’s President
- 2023: British-Independent-Film-Award-Nominierung in der Kategorie Bester Dokumentarfilm für Bobi Wine: The People’s President
- 2023: IDA-Award in der Kategorie Bester Dokumentarfilm für Bobi Wine: The People’s President
- 2024: DGA-Award-Nominierung in der Kategorie Herausragende Regieleistung bei einem Dokumentarfilm für Bobi Wine: The People’s President
- 2024: BAFTA-Nominierung in der Kategorie Herausragendes Regiedebüt für Bobi Wine: The People’s President
- 2024: Oscar-Nominierung in der Kategorie Bester Dokumentarfilm für Bobi Wine: The People’s President